# Dysstroma ochreata
Dysstroma ochreata là một loài bướm đêm trong họ Geometridae.